# Stictoptera anisoptera
Stictoptera anisoptera är en fjärilsart som beskrevs av Pieter Cornelius Tobias Snellen 1880. Stictoptera anisoptera ingår i släktet Stictoptera och familjen nattflyn. Inga underarter finns listade i Catalogue of Life.